# André Gernez

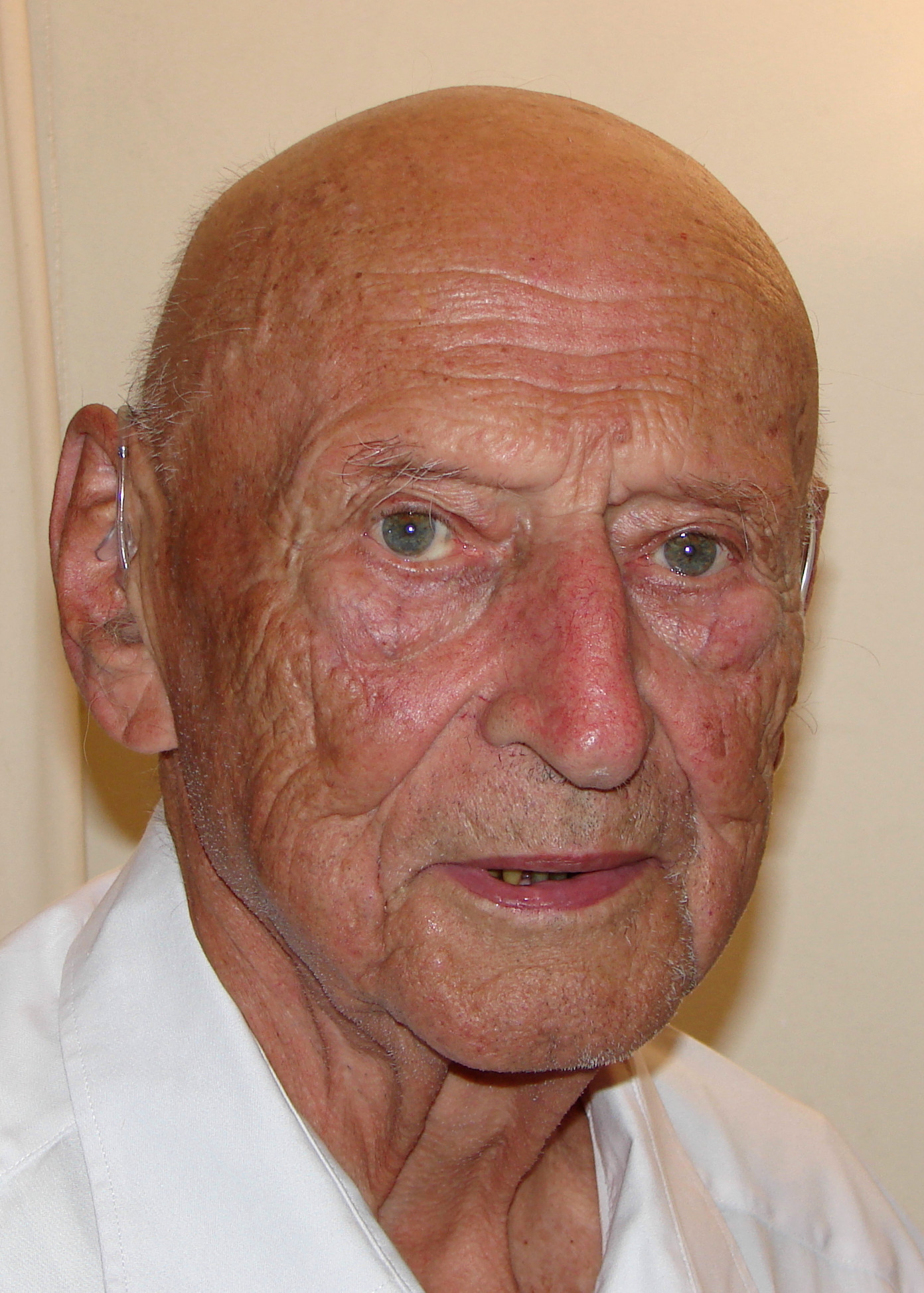
André Gernez (2010)

André Gernez (* 25. Januar 1923 in Avesnes-les-Aubert, Département Nord; † 8. Januar 2014 in Roubaix, Département Nord) war ein französischer Arzt, der vor allem für seine unkonventionelle Krebspräventionsmethoden bekannt war. Viele seiner Theorien und Methoden werden von der wissenschaftlichen Gemeinde nicht anerkannt.

## Leben
Nach dem Abschluss seines Medizinstudiums wurde Gernez im Alter von 22 Jahren Mitarbeiter am Krebsforschungszentrum Institut Curie in Paris. Zwischen 1946 und 1949 forschte er dort und im Ausland über das Plummer-Vinson-Syndrom. Seine Forschungsaufenthalte führten ihn nach Großbritannien, Schweden, die USA und Kanada. Während dieser Zeit entwickelte er auch die Idee, eine Krebserkrankung in einem frühen Stadium zu behandeln, um so deren Ausbreitung zu verhindern. Zwischen 1950 und 1976 arbeitete er als Chef der radiologischen Abteilung in Lille und gründete später in Roubaix eine eigene radiologische Praxis. Vermutlich begann Gernez 1966 nach einem Aufruf von Antoine Lacassagne, dem damaligen Vorsitzenden des internationalen Krebskongresses in Seoul, seine Theorien abzufassen. Bis 1969 reichten Gernez und Delahousse bei der Akademie der Wissenschaften in Paris vier Arbeiten über die Krebsentstehung ein, die jedoch allesamt abgelehnt wurden.
1970 entwickelte Gernez zusammen mit Pierre Delahousse, Jacques Lacaze und weiteren die Idee, dass die Neurogenese mit der Geburt abgeschlossen sei. Diese Theorie wurde jedoch von der wissenschaftlichen Gemeinde nicht anerkannt. Später gründete Gernez mit mehreren anderen Wissenschaftlern die Association biologique internationale. Auch veröffentlichte er eine Theorie über die biologische Notwendigkeit des Glaubens, in der er ableitete, dass auch das religiöse Empfinden eines Menschen bereits genetisch im limbischen System festgelegt wäre. Im Oktober 1983 reichte er bei der Akademie der Wissenschaften in Paris seine Theorie über Schizophrenie ein, in der er postulierte, dass der Mensch zwei verschiedene neuronale Verschaltungen zum Denken gebraucht.
Gernez starb am 8. Januar 2014 im Alter von 90 Jahren an respiratorischer Insuffizienz im Krankenhaus von Roubaix.

## Theorien
Gernez befasste sich in seinem Leben mit verschiedenen Krankheitsbildern wie Krebs, Alzheimer, kardiovaskulären Erkrankungen, Schizophrenie, Myopathien und vielen weiteren. 

### Krebsentstehung und Prävention
Gernez entwickelte nach eigenen Angaben eine Methode, mit der sich 93 % aller Krebserkrankungen vermeiden ließen. Dabei geht er davon aus, dass Krebs eine Erkrankung ist, die mit einer einzigen entarteten Zelle beginnt. Durch chemische Einflüsse, ionisierende Strahlung und weitere Faktoren wird die DNA in den menschlichen Zellen ständig angegriffen. Jede Zelle verfügt über zahlreiche Schutzmechanismen, die die beschädigte DNA ständig reparieren oder den Zelltod auslösen, sofern die Zellschäden zu massiv werden. Jedoch sammeln sich Schäden im Erbgut im Laufe der Zeit an, deshalb steigt auch die Wahrscheinlichkeit mit dem Alter an, an Krebs zu erkranken. Kommt es schließlich zum Ausfall der zellulären Schutzmechanismen, entartet die Zelle. Sie reagiert dann auch nicht mehr auf extrazelluläre Signale und teilt sich unkontrollierbar, sodass mit der Zeit ein Tumor entsteht.
Gernez geht davon aus, dass aus einer einzigen entarteten Krebszelle in einem Zeitraum von ca. 3 Jahren etwa 1000 Krebszellen entstehen. Diese Zellkolonie ist in bildgebenden Verfahren unsichtbar, da sie noch sehr klein ist. In diesem frühen Stadium kann es noch zur Selbstheilung durch den Körper kommen. Laut Gernez ist dieser Zeitpunkt für eine Therapie ideal und die Heilungschancen sehr hoch, da der vorhandene Mikrotumor noch sehr instabil ist. Findet keine Heilung statt, sind nach insgesamt 5 Jahren bereits eine Million Krebszellen entstanden. Ab nun ist keine körpereigene Heilung mehr möglich (point of no return). Im achten Jahr nach der Krebsentstehung sind eine Milliarde Zellen entstanden, der Tumor hat nun ein Gewicht von ca. einem Gramm. Dieser Tumor ist diagnostizierbar, jedoch ist eine Heilung nun bereits schwierig. Breitet sich der Krebs weiter aus (Metastasierung), folgt der Tod etwa ein Jahr später. Gernez weist darauf hin, dass diese Entwicklungen je nach Art der Krebserkrankung variieren und schneller oder langsamer erfolgen können.

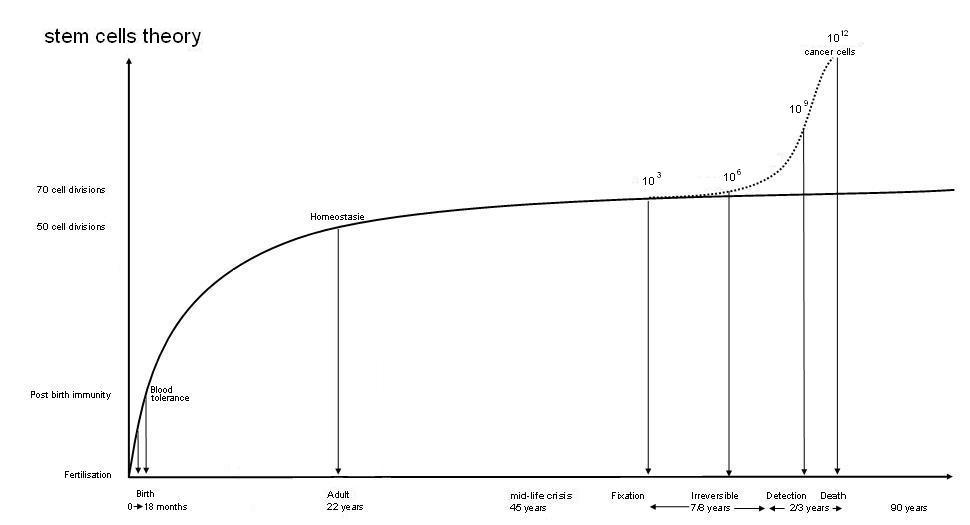
Krebsgenese nach Gernez

Als Präventionsmaßnahme empfiehlt Gernez deshalb ein jährliches Programm, das schon kleine Krebskolonien zerstört und dadurch die Ausbreitung verhindert. Das Programm muss deshalb regelmäßig angewendet werden, da jedes Jahr neue Zellen entarten könnten. Wichtig ist es, die Zellen in dem sehr frühen Stadium zu behandeln, in denen die Krebszellen noch sehr instabil und daher sehr empfindlich sind. Zudem spielt der Faktor der Selektion eine Rolle. Geht man davon aus, dass etwa 1000 Krebszellen vorhanden sind, so ist die Chance nicht sehr groß, dass eine Zelle bereits extrem widerstandsfähig ist. Jedoch mutieren die Zellen ständig weiter und besonders Krebszellen neigen zu erhöhter Mutationsrate, da die normalen zellulären Kontrollmechanismen bereits defekt sind. Je mehr Krebszellen vorhanden sind, desto größer ist die Chance, dass ein Teil der Zellen bereits sehr widerstandsfähig ist. Deshalb sind auch moderne Chemotherapien in einem fortgeschrittenen Stadium nicht kurativ, da zwar oftmals ein Großteil der Krebszellen stirb, jedoch die überlebenden Krebszellen äußerst resistent sind und schnell zu neuen Krebsherden heranwachsen, die dann auf die bisher verwendeten Medikamente nicht mehr ansprechen.
Gernez Präventionsprogramm:
- 30 Tage Fasten im Jahr. Wichtig ist eine allgemeine Reduktion der Zufuhr an Nahrungsenergie, sodass der Körper am Ende ca. 3–5 % des Gewichts verloren hat. Dabei sollte auch der Kohlenhydratanteil der Nahrung reduziert werden. Die Ernährung sollte cholesterinarm sein, ebenfalls sollte auf rotes Fleisch verzichtet werden. Diese reduzierte Ernährung führt zu einer leichten metabolischen Azidose, die auf Krebszellen sehr schädigend sein soll. Zur Begründung greift Gernez auch auf den Warburg-Effekt zurück, der wissenschaftlich als widerlegt gilt.
- Einnahme von Nahrungsergänzungsmitteln: während der Fastenperiode sollten folgende Substanzen zusätzlich zugeführt werden: die Vitamine C, E, D, A, die Spurenelemente Magnesium, Selen, Chrom, Cobalt, Schwefel, Silicium, Flavonoide und ASS. Diese Substanzen sollen ebenfalls eine schädigende Wirkung auf Krebszellen ausüben. Aspirin sorgt für eine bessere Durchblutung, sodass Hypoxien vermieden werden. Laut Gernez führt ein Mangel an Sauerstoff in den Zellen zu einer vermehrten biochemischen Vergärung der Zucker, die für Krebszellen förderlich ist (siehe Warburg). Deshalb soll auch auf den Konsum von Tabak verzichtet werden, da dieser Hypoxien fördert.
- Nach 30 Tagen sollen bestimmte pharmazeutisch wirksame Substanzen eingenommen werden, die letzte Krebszellen beseitigen sollen. Gernez empfiehlt die Einnahme von Colchizin über sieben Tage, Cortison über zwei Tage und anderer antimitotischer Pharmazeutika über drei Tage. Colchizin ist ein starkes Zellgift, das die Zellteilung unterbindet und die Zellen angreift, die sich gerade teilen. Jedoch ist die Wirkung auf den Körper sehr toxisch und eine Anwendung als Therapeutikum selten. Gernez empfiehlt eine Einnahme nur unter strenger ärztlicher Kontrolle und Beratung, da eine falsche Dosierung tödlich sein kann. Von einer Einnahme nach eigenem Ermessen ist strikt abzuraten!

Dieses Programm empfahl Gernez für alle Menschen zwischen 35 und 70 Jahren. Ab 60 Jahren wird das Programm leicht abgeändert.

## Auszeichnungen und Ehrungen
- 1979: Hans-Adalbert-Schweigart-Medaille[1]
- 2007: Medaille in Gold der Société d’encouragement au progrès
- 2012: Große Medaille in Gold der Société d’encouragement au progrès

## Veröffentlichungen (Auswahl)
- 1970: Loi et règles de la cancérisation. Imprimerie Verschave, Roubaix.
- 1972: Le Cancer (mit Georges Beau). Presses de la Cité, Paris.
- 1975: Les grands médicaments (mit Henri Pradal). Édition du Seuil, Paris.
- 1975: Néo-postulats biologiques et pathogéniques. La Vie claire, Mandres-les-Roses (Frankreich) (Erstausgabe 1968).

## Bibliographie
- Soline Abbeville: Les Maladies dégénératives - Les Propositions du Docteur André Gernez. Saint-Denis, 2014.
- Pierre Lance: Savants maudits, chercheurs exclus. Paris, 2003.